# Banj brdo
Banj brdo (ranije Šehitluci) je najpoznatije banjalučko izletište. Nalazi se na južnoj strani grada i odande se pruža panoramski pogled na grad. Nalazi se na 431 metar nadmorske visine. Izletište je bogato šumom, stazama za šetnju i planinarenje, izvorima vode kao i uređenim mjestima za odmor. Na njemu se nalazi i monumentalni spomenik palim Krajišnicima stradalim u NOB-u, djelo poznatog hrvatskog - kipara Antuna Augustinčića Njegov vrh je udaljen svega 5 km od centra Banjaluke.

## Spomenik
Spomenik je mauzolejskog tipa visine 13 metara i dužine 24 metra.
Pozicija spomenika na Banj brdu je takva da se vidi iz gotovo svih dijelova grada. Spomenik su nekada posjećivali ljudi iz svih krajeva bivše Jugoslavije. Ovdje su se nalazili start i cilj motociklističkih i biciklističkih utrka. Mjesto je na kojem su se održavala predavanja iz povijesti. Ovaj spomenik često su posjećivale i strane delegacije koje su dolazile u Banjaluku.

## Ime
Stari naziv ovog izletišta bio je Šehitluci. Na starim austro-ugarskim kartama navodi se samo visina kote bez ikakvog imena. Stari se naziv odomaćio od 1933. kada je na brdu podignuta mala piramida u spomen na poginule muslimane (šehide) u borbama protiv Austro-Ugarske krajem 19. stoljeća.